# St. Fabian und Sebastian (Darup)

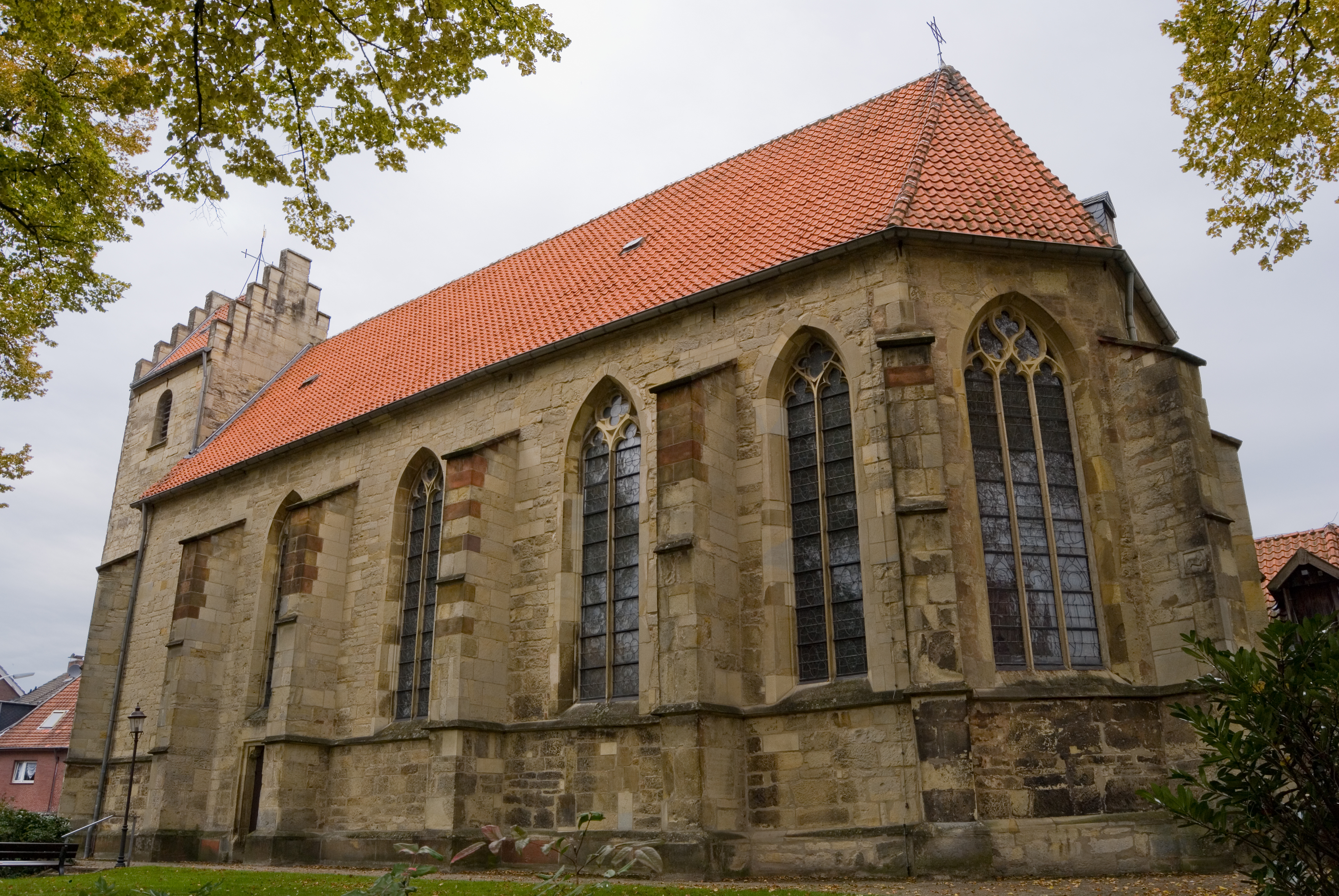
Ansicht von Südosten, Oktober 2011

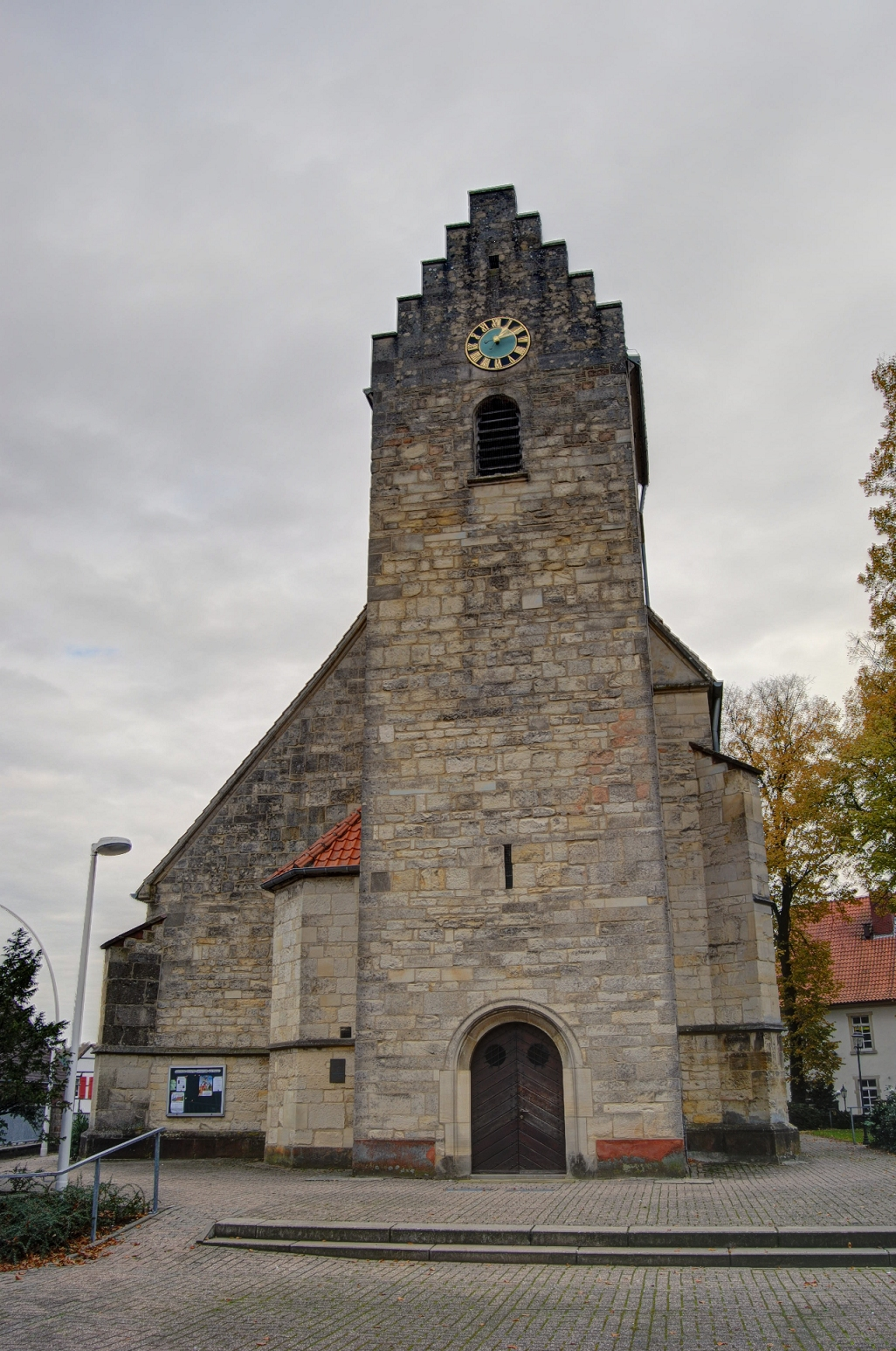
Kirchturm (Westansicht)

Die katholische Pfarrkirche St. Fabian und Sebastian in Darup, einem Ortsteil der Gemeinde Nottuln im Kreis Coesfeld, ist ein spätgotischer Sandsteinbau, der in ein Hauptschiff und ein durch Rundpfeiler abgetrenntes nördliches Seitenschiff sowie einen Chor mit Vorjoch gegliedert ist.

## Gebäude
Der ungegliederte Westturm ist im Kern romanisch. Im 17. Jahrhundert wurden umfangreiche Reparaturen durchgeführt, was sich aus Jahreszahlen im Kirchengebäude (1667, 1674 und 1695) nachweisen lässt. Beim großen Brand des Dorfes im Mai 1806 wurde auch die Kirche in Mitleidenschaft gezogen, das Dach geriet in Brand, so dass der bis dahin noch vorhandene Glockendachreiter hinabstürzte und beim Aufbau nicht wieder hergestellt wurde. Das Innere der Kirche wurde 1861 bis 1869 unter Landdechant Pfarrer Heinrich Stöffing neu gestaltet. Der gotische Staffelgiebel und das Portal wurden im 20. Jahrhundert erneuert. Bei der Kirchenrenovierung unter Pfarrer Dr. August Bröckelmann (1896–1912 Pfarrer von Darup) erhielt die Kirche 1906 eine neugotische Ausmalung.
Im Nordosten wurde das Gebäude 1952 um eine Seitenkapelle und eine Sakristei erweitert. Dabei wurden Teile des alten Friedhofs freigelegt, der die Kirche umgab, denn bis zum napoleonischen Verbot wurden die Verstorbenen direkt an der Kirche beigesetzt. Die Erweiterung war notwendig geworden, da die Gemeinde durch den Zuzug von Vertriebenen aus den deutschen Ostgebieten angewachsen war.
Die Fenster sind teilweise mit frühen neugotischen Glasmalereien gestaltet. Victor von der Forst aus Münster schuf 1868 drei figürliche Fenster (Auferstehung, Christi Geburt mit Anbetung der Hirten und Könige, Pfingstwunder) im Chor, sowie ornamentale Grisaillen mit farbigen Akzenten im Schiff. Teile der Vorgängerverglasung haben sich noch erhalten.

## Ausstattung

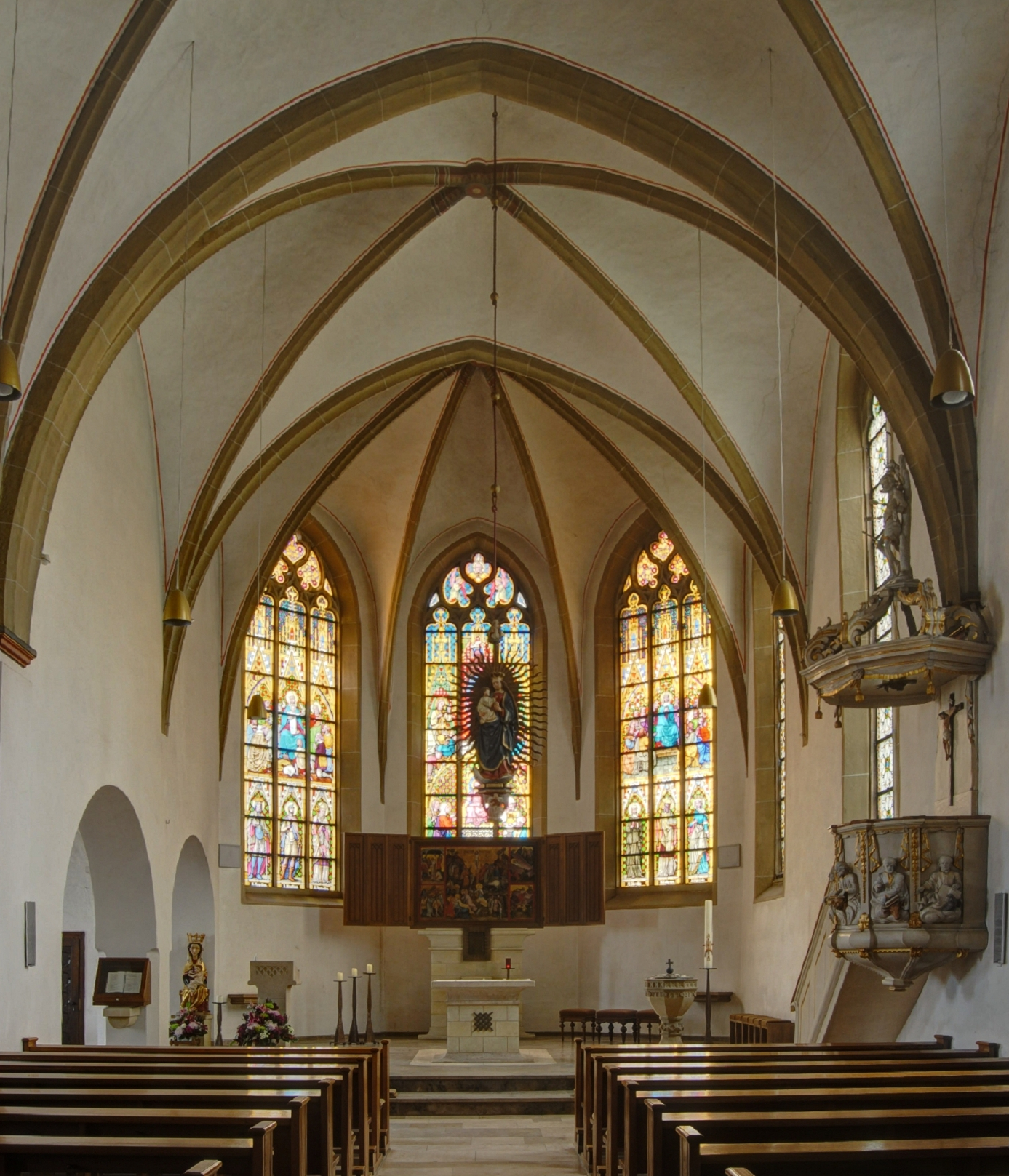
Blick durch das Hauptschiff zum Chor (Kanzel rechts)

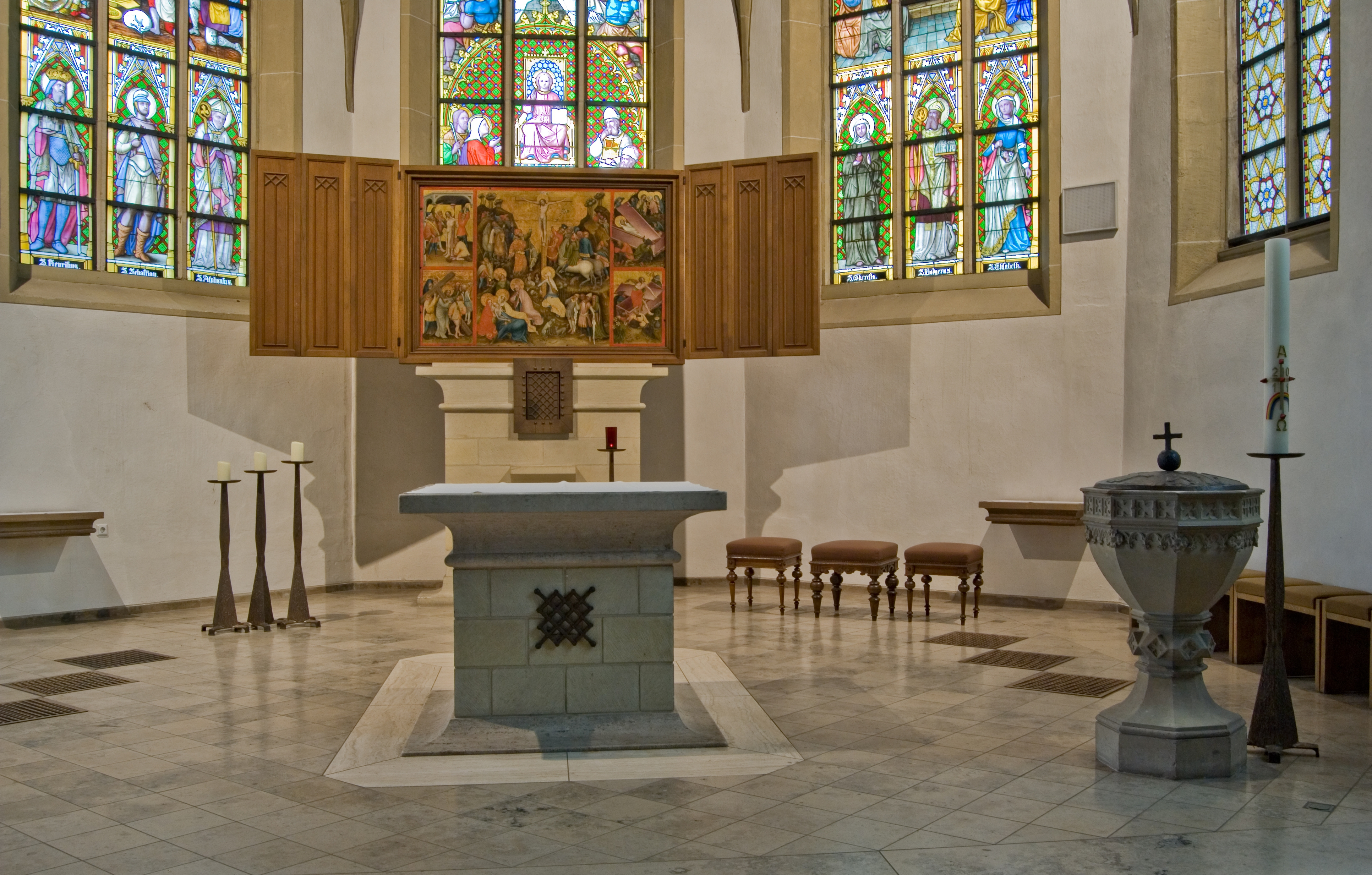
Chor mit Daruper Altar und Taufbecken

Das bedeutendste Ausstattungsstück ist ein wichtiges Zeugnis früher Tafelmalerei in Westfalen: der sogenannte Daruper Altar. Es handelt sich um die Mitteltafel eines Flügelretabels, entstanden um 1420 oder 1430. Die Seitenflügel sind nicht mehr erhalten. Es zeigt fünf Darstellungen aus der Leidensgeschichte Christi, zentral in der Mitte befindet sich die Szene auf dem Kalvarienberg, die Kreuzigung, die von vier kleineren Bildern umrahmt wird: die Geißelung, Kreuztragung, Christus im Grabe sowie die Auferstehung Christi. In der Art der Darstellung ist eine Nähe zum großen Meister Conrad von Soest deutlich spürbar, wobei davon ausgegangen wird, dass wir es hier mit einem eigenständigen Meister zu tun haben, der seine Werkstatt vermutlich in Münster hatte und in dessen Werkstatt wohl auch die Retabel von Warendorf und Isselhorst entstanden sind. Dabei entwickelte der Meister des Daruper Altarbildes ebenso eigene Bildideen wie auch eine durchaus eigene Darstellung im Detail. Besonders erwähnenswert ist die Darstellung Christus im Grabe, die in ihrer Art und Weise in der christlichen Ikonographie äußerst selten ist. Hier hat der Künstler den Moment der beginnenden Auferstehung festgehalten: Christus liegt im Sarkophag mit geschlossenen Augen, mit einem weißen Leichentuch bekleidet, seine beiden „rechten Füße“ sind soeben sichtbar. Die vor dem Sarg sitzenden beiden Wächter sind ebenfalls in einem tiefen Schlaf versunken. Drei zierliche Engel ergreifen hier die Initiative und heben den Sarkophagdeckel empor, während Christus weiterhin die Augen geschlossen hält. So wird gewissermaßen erst durch das Tun der Engel die Auferstehung Christi vom Tode eingeleitet, die in dem nachfolgenden Bild des über den Tod triumphierenden Christus besonders wirkungsvoll dargestellt wird. Dabei hält Christus in der Linken das Siegesbanner mit dem Kreuzeszeichen und schiebt mit der Rechten tatkräftig den Sargdeckel zur Seite. Auch hier hat der Maler symbolhaft dem Auferstandenen an das linke Bein einen rechten Fuß gemalt, damit dieser sprichwörtlich nicht mit dem „linken Bein“ aus dem Sarg aussteigen musste. Eingefasst wird dieses Ostergeschehen am linken Rand mit einem Busch blühender Osterglocken und am rechten Bildrand von einer ebenso detailliert gemalten Akelei, die im Mittelalter in der Blumensprache Christus symbolisierte.
Erhalten ist die spätbarocke Kanzel von 1785, mit den Darstellungen der vier Evangelisten nebst ihren Attributen sowie auf dem Schalldeckel der Pfarrpatron – St. Sebastian – von Pfeilen durchbohrt, zu sehen sind. Von der barocken Ausstattung haben sich auch die formschönen Kommunionbänke und eine Beichtstuhleinfassung im Seitenschiff erhalten.
Vom Gurtbogen des Hauptschiffs hängt eine Doppelmadonna herab, die zu Beginn des 16. Jahrhunderts entstanden ist. Das ausdrucksvolle steinerne Vesperbild im Seitenschiff dürfte um 1750 entstanden sein. Von der neogotischen Ausstattung des 19. Jahrhunderts hat sich noch der Seitenaltar in der Seitenkapelle mit der Kreuzigungsgruppe des früheren Hochaltares sowie der Taufstein im Chorraum, geschaffen von dem aus Darup stammenden Bildhauer Bernhard Zumbusch, erhalten.
In direkter Nachbarschaft, an der Stirnwand des Seitenschiffes hängt ein ebenfalls aus dem 18. Jahrhundert stammendes großes ausdrucksstarkes Holzkruzifix. Im Turm der Pfarrkirche befinden sich nach Verlusten im Zweiten Weltkrieg drei Glocken aus dem Jahre 1946 und eine besonders klangschöne Marienglocke, die 1529 von Wolter Westerhues gegossen wurde. Das Geläut erklingt in es'-ges'-as'-b'.

### Orgel
Die Orgel mit dreiteiligem neugotischen Prospekt wurde 1861 von Joseph Laudenbach (Dülmen) geschaffen und um 1890 durch Friedrich Fleiter (Münster) erweitert. Sie ist – nach umfassender denkmalgerechter Restaurierung 1983/84 bei gleichzeitiger Umdisponierung durch den Orgelbaumeister Friedrich Fleiter jun. (Münster) – noch heute mit ihrer ursprünglichen Mechanik erhalten und stellt damit ein seltenes Beispiel des westfälischen Orgelbaus der Romantik dar.
Die Disposition der Orgel lautet:
| I Hauptwerk C–f3 |                 |        |
| 01.              | Bordun          | 16‘    |
| 02.              | Principal       | 08‘    |
| 03.              | Flöte           | 08‘    |
| 04.              | Viola di Gamba  | 08‘    |
| 05.              | Gedackt         | 08‘    |
| 06.              | Octave          | 04‘    |
| 07.              | Gemshorn        | 08‘    |
| 08.              | Flaute Dolce    | 04‘    |
| 09.              | Octave          | 02‘    |
| 10.              | Sesquialtera II | 02 ⁄3′ |
| 11.              | Mixtur IV       | 02‘    |
| 12.              | Trompete        | 08‘    |

| II Unterwerk C–f3 |                  |       |
| 13.               | Lieblich Gedackt | 8‘    |
| 14.               | Salcional        | 4‘    |
| 15.               | Principal        | 4‘    |
| 16.               | Rohrflöte        | 4‘    |
| 17.               | Waldflöte        | 2‘    |
| 18.               | Mixtur III       | 1 ⁄3′ |
|                   | Tremulant        |       |

| Pedal C–d1 |           |     |
| 19.        | Subbaß    | 16‘ |
| 20.        | Oktavbaß  | 08‘ |
| 21.        | Choralbaß | 08‘ |
| 22.        | Posaune   | 16‘ |

- Koppeln: II/I, I/P, II/P

## Geschichte der Pfarrei
Das Gebäude ist die Keimzelle des Ortes Darup (Westfalen). Die Gründung erfolgte wahrscheinlich als Eigenkirche auf dem Haupthof Darup. Das Kirchspiel wird 1188 erstmals urkundlich erwähnt. 1380 wurde aus Teilen des flächenmäßig großen Kirchspiels Darup die Pfarre St. Agatha zu Rorup als Tochterkirche abgeteilt. Im 20. Jahrhundert verlor das Kirchspiel Darup weite Teile durch Abpfarrungen an die benachbarten Pfarrgemeinden Rorup, Buldern und Coesfeld, darunter auch das Benediktinerinnenkloster Maria Hamicolt. 2009 ging St. Fabian und Sebastian in der Nottulner Pfarrgemeinde St. Martin auf.